# خرابه‌های عهد ساسانی

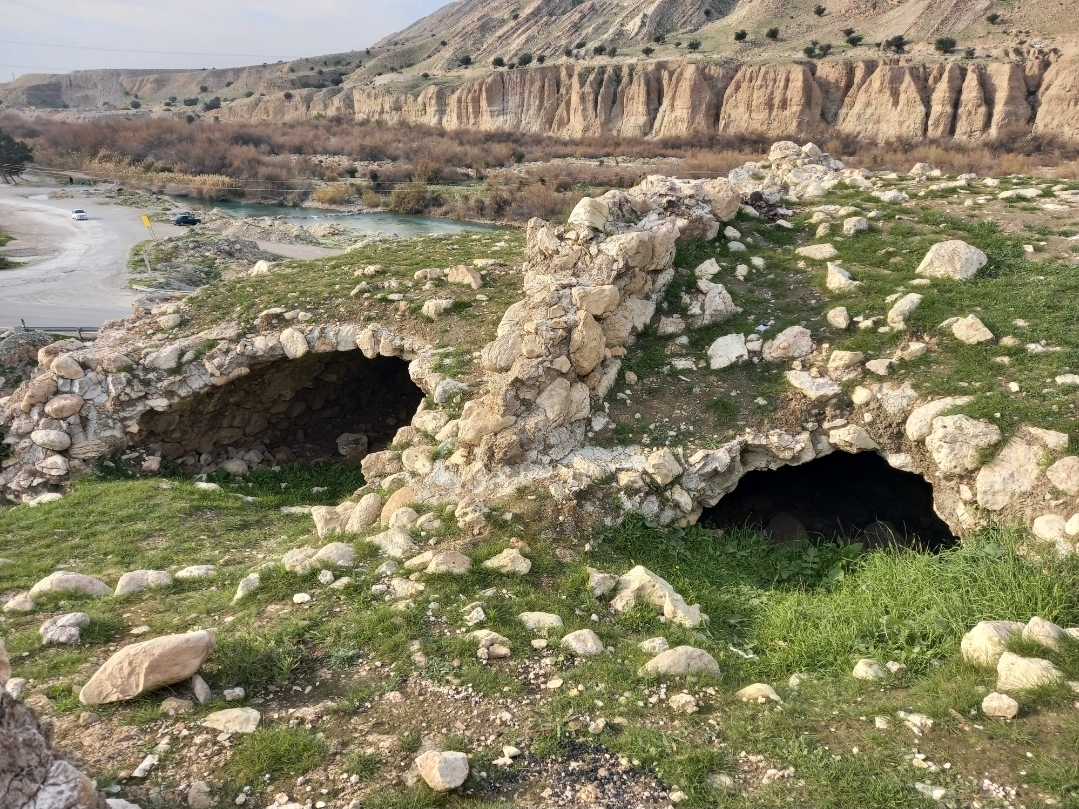
خرابه‌های عهد ساسانی

خرابه‌های عهد ساسانی مربوط به دوره ساسانیان است و در شمال شرق بهبهان، کنار رودخانه مارون واقع شده و این اثر در تاریخ ۲۴ شهریور ۱۳۱۰ با شمارهٔ ثبت ۴۴ به‌عنوان یکی از آثار ملی ایران به ثبت رسیده است